# Contea di Newaygo
La contea di Newaygo, in inglese Newaygo County, è una contea dello Stato del Michigan, negli Stati Uniti. La popolazione al censimento del 2000 era di 477 874 abitanti. Il capoluogo di contea è White Cloud.